# Diptyonius
Diptyonius is een geslacht van hooiwagens uit de familie Cranaidae.
De wetenschappelijke naam Diptyonius is voor het eerst geldig gepubliceerd door Roewer in 1932. 

## Soorten
Diptyonius is monotypisch en omvat slechts de volgende soort:
- Diptyonius striatus